# Hankøn og Hunkøn
Hankøn og Hunkøn er en tysk stumfilm fra 1918 af Ernst Lubitsch.

## Medvirkende
- Ossi Oswalda som Ossi
- Curt Goetz som Dr. Kersten
- Ferry Sikla som Brockmüller
- Margarete Kupfer
- Victor Janson